# Девід Беркофф
Девід Беркофф (англ. David Berkoff, 30 листопада 1966) — американський плавець.
Олімпійський чемпіон 1988, 1992 років.
Призер Панамериканських ігор 1987 року.
Переможець літньої Універсіади 1987 року.